# هجامة (حبيش)
هجامة

تعديل مصدري - تعديل

هجامة هي إحدى قرى عزلة جبل خضراء بمديرية حبيش التابعة لمحافظة إب، بلغ تعداد سكانها 924 نسمة حسب تعداد اليمن لعام 2004.